# Colpo di Stato in Birmania del 2021
Il colpo di Stato in Birmania del 2021 o colpo di Stato in Myanmar del 2021 è stato un colpo di Stato militare messo in atto dalle forze armate birmane la mattina del 1º febbraio 2021 per rovesciare il governo di Aung San Suu Kyi, che è stata arrestata.

## Antefatti
Le elezioni legislative birmane del 2020 sono state vinte come le precedenti dalla Lega Nazionale per la Democrazia, guidata da Aung San Suu Kyi, mentre il Partito dell'Unione della Solidarietà e dello Sviluppo, vicino all'esercito, ha conquistato solo poche decine di seggi.
Il 26 gennaio 2021, il generale Min Aung Hlaing, capo delle forze armate, ha contestato i risultati del ballottaggio e ne ha chiesto la riverifica, altrimenti l'esercito sarebbe intervenuto per risolvere la crisi politica in corso. La commissione elettorale ha però negato queste accuse.

## Eventi
Il consigliere di Stato Aung San Suu Kyi, il presidente Win Myint e altri leader del partito al governo sono stati arrestati e detenuti dal Tatmadaw, l'esercito del Myanmar. In seguito, l'esercito del Myanmar ha dichiarato lo stato di emergenza della durata di un anno e ha affermato che il potere era stato consegnato al comandante in capo delle forze armate Min Aung Hlaing.
In una dichiarazione televisiva, i militari hanno giustificato questo colpo di Stato con la necessità di preservare la "stabilità" dello Stato. Hanno accusato la commissione elettorale di non aver posto rimedio a "enormi irregolarità" che sarebbero avvenute, secondo loro, durante le ultime elezioni. L'esercito ha comunicato inoltre che verrà istituita una "vera democrazia multipartitica" e che il trasferimento dei poteri avverrà solo dopo "lo svolgimento di elezioni generali libere ed eque".
Le telecomunicazioni nel Paese hanno risentito gravemente degli eventi: le linee telefoniche nella capitale sono state tagliate, la televisione pubblica ha interrotto le trasmissioni per "problemi tecnici" e l'accesso a Internet è stato bloccato.
Sei mesi dopo il colpo di stato, il 1º agosto 2021, Min Aung Hlaing sostituì il Consiglio di Amministrazione dello Stato con un governo di transizione e si affermò come primo ministro del paese.

## Proteste
A seguito del golpe iniziano nel Paese una serie di proteste di massa.
Anche nei giorni successivi al golpe si sono susseguite manifestazioni pacifiche in Myanmar, che, tuttavia, sono state represse duramente dalla polizia e che hanno portato alla dichiarazione della legge marziale in buona parte del Paese.
Un gruppo di circa 200 immigrati birmani e alcuni attivisti pro-democrazia thailandesi tra cui Parit Chiwarak e Panusaya Sithijirawattanakul hanno organizzato una protesta contro il colpo di Stato presso l'ambasciata birmana a Bangkok, in Thailandia. Secondo quanto riferito, alcuni manifestanti hanno mostrato il saluto con tre dita, il simbolo usato durante le proteste pro-democrazia thailandesi. La protesta si è conclusa con una repressione da parte della polizia; due manifestanti sono stati feriti e ricoverati in ospedale, e altri due sono stati arrestati.
Anche a Tokyo, in Giappone dei cittadini birmani si sono riuniti davanti all'ufficio delle Nazioni Unite per protestare contro il colpo di Stato.
Secondo le Nazioni Unite, nei soli primi due mesi di proteste oltre 500 persone sono state uccise dalle forze di sicurezza birmane.

## Reazioni internazionali
Diversi paesi (tra cui India, Indonesia, Giappone, Malaysia, e Singapore) hanno espresso preoccupazioni per l'evoluzione del colpo di Stato e hanno invitato il governo e l'esercito al dialogo. Australia, Nuova Zelanda, Turchia Regno Unito, e Stati Uniti hanno condannato il colpo di Stato e hanno chiesto il rilascio dei detenuti; la Casa Bianca ha anche minacciato di imporre sanzioni agli autori del colpo di Stato. Cambogia, Filippine e Thailandia hanno rifiutato esplicitamente di sostenere una parte, classificando il colpo di Stato come una questione interna. Il presidente degli Stati Uniti Joe Biden ha condannato il colpo di Stato definendolo "un attacco diretto alla transizione del Paese verso la democrazia e lo Stato di diritto".
L'Organizzazione delle Nazioni Unite attraverso il proprio segretario generale António Guterres, ha condannato fermamente la detenzione dei leader e ha descritto il colpo di Stato come "un grave colpo alla democrazia in Birmania" e ha aggiunto che i risultati delle elezioni generali di novembre avevano fornito un "forte mandato" alla Lega Nazionale per la Democrazia. Anche l'Unione europea e l'Associazione delle Nazioni del Sud-est asiatico hanno condannato il colpo di Stato.
In risposta al colpo di Stato, il Consiglio di sicurezza delle Nazioni Unite ha tenuto una riunione di emergenza, in cui è stata proposta una risoluzione redatta dai britannici che sollecitava il "ripristino della democrazia" in Myanmar, condannava l'azione dei militari del Myanmar e chiedeva di rilasciare i detenuti. La dichiarazione non è stata rilasciata a causa del mancato sostegno di tutti i 15 membri del consiglio. Cina e Russia, in quanto membri permanenti del consiglio e quindi con potere di veto, hanno rifiutato di appoggiare la dichiarazione. Gli attivisti birmani contro il golpe hanno ricevuto sostegno online dai manifestanti pro-democrazia thailandesi, da quelli di Hong Kong e da molti taiwanesi, nell'ambito della "Milk Tea Alliance".